# Огюст Парфондрі
Огюст Парфондрі (12 лютого 1896 — 20 століття) — бельгійський велогонщик.
Срібний призер Олімпійських Ігор 1924 року в роздільній командній гонці.